# محمد علي (لاعب كرة قدم إماراتي)
محمد علي، لاعب كرة قدم إماراتي سابق. لعب مع نادي النصر الإماراتي وشارك في صفوف منتخب الإمارات لكرة القدم.

## كأس الخليج

### كأس الخليج 1994
في كأس الخليج 1994، سجل هدفاً في مرمى منتخب قطر لكرة القدم، في حين سجل هدفين في مرمى منتخب عمان لكرة القدم.

### كأس الخليج 1996
في كأس الخليج 1996، سجل هدفاً في مرمى منتخب السعودية لكرة القدم.